# خماسي كامبريدج
حلقة جواسيس كامبريدج هي حلقة من الجواسيس في المملكة المتحدة، نقلت المعلومات إلى الاتحاد السوفيتي خلال الحرب العالمية الثانية وكانت نشطة من ثلاثينيات القرن العشرين وحتى على الأقل أوائل الخمسينيات. لم يُحاكَم أيٌّ من أعضائها على الإطلاق بتهمة التجسس. ظهر عدد أفراد الحلقة وأعضاؤها ببطء منذ الخمسينيات فصاعدًا. بدأ ذلك برحلة مفاجئة لكل من دونالد ماكلين (الاسم الحركي: هومر) وغاي بيرغس (الاسم الحركي: هيكس) إلى الاتحاد السوفيتي في عام 1951. وقع الشك فورًا على كيم فيلبي (الاسم الحركي: سوني، ستانلي)، لكنه لم يهرب حتى عام 1963. أنتوني بلانت (الاسم الحركي: توني، جونسون) وجون كيرنكروس (الاسم الحركي: ليست)، هما الأخيران في المجموعة، اعترفا للمخابرات البريطانية بجاسوسيتهما ولكن ظل هذا سرًا لعدة سنوات، بالنسبة لبلانت كُشف أمره في عام 1979 وبالنسبة لكيرنكروس في عام 1990. مع الوقت تطور رباعيّ كامبريدج ليصبح خماسيّ كامبريدج. في الأوساط الداخلية للاستخبارات السوفيتية KGB، كان من المفترض أن يُطلق عليهم اسم الرائعون الخمسة.
يشير مصطلح «كامبريدج» إلى انضمام المجموعة أثناء تعليمهم إلى جامعة كامبريدج في الثلاثينيات. هناك جدل بشأن التوقيت الدقيق لتجنيدهم من قبل المخابرات السوفيتية؛ ادعى أنتوني بلانت أنهم لم يتم تجنيدهم كعملاء حتى تخرجوا. كان بلانت زميلًا فخريًا في كلية الثالوث، وهو أكبر بعدة أعوام من بيرغس وماكلين وفيلبي، وهو من اكتشف مواهب معظم أفراد المجموعة وجنّدهم باستثناء بيرغس.
كان الخمسة جميعهم مقتنعين بأن الماركسية اللينينية للشيوعية السوفيتية كانت أفضل نظام سياسي متاح، وبالأخص أفضل دفاع ضد صعود الفاشية. سعى جميعهم للحصول على وظائف ناجحة في فروع الحكومة البريطانية. ونقلوا كميات ضخمة من المعلومات الاستخباراتية إلى الاتحاد السوفيتي، لدرجة أن جهاز المخابرات السوفيتي راودته الشكوك في أن يكون بعض منه على الأقل مزيفًا. ربما كانت أهمية المعلومات الاستخباراتية التي سرّبوها توازي أهمية التداعي في المؤسسة الحاكمة البريطانية الذي أخّر كشف أمرهم، وزعزع ثقة الولايات المتحدة في الأمن البريطاني.
اتُّهم العديد من الأشخاص بالانتماء إلى حلقة كامبريدج. وكان كل من بلانت وبيرغس وكيرنكروس أعضاء في رسل كامبريدج، وهو مجتمع حصري مرموق يقع مقره في كلية الثالوث وكلية الملك. الرسل الآخرون المتهمون بالتجسس لصالح السوفييت هم مايكل ستريت وغاي ليدل.

## الأعضاء

### ماكلين وبيرغس
دونالد ماكلين دبلوماسي بريطاني كان جاسوسًا للاتحاد السوفيتي خلال الحرب العالمية الثانية وفي بداية الحرب الباردة. درس ماكلين في جامعة كامبريدج في أوائل ثلاثينيات القرن العشرين حيث قابل غاي بيرغس. كان بيرغس أيضًا دبلوماسيًا بريطانيًا تجسس لصالح الاتحاد السوفيتي في الحرب العالمية الثانية وفي بداية الحرب الباردة. عارض كلاهما فكرة الديمقراطية الرأسمالية. وفي وقت لاحق، جُنِّد كلاهما من قبل عملاء المخابرات السوفيتية وأصبحا عميلين سريين للاتحاد السوفيتي. بدأ ماكلين بتسليم المعلومات إلى عملاء المخابرات السوفيتية بصفته عضوًا في وزارة الخارجية البريطانية في عام 1934. بعد ذلك بفترة قصيرة، بدأ بيرغس أيضًا بتزويد الاتحاد السوفيتي بمعلومات سرية في عام 1936 من منصبه كمراسل للـ بي بي سي حتى عام 1938، ولاحقًا بصفته عضوًا نشطًا في جهاز الاستخبارات البريطاني MI6 حتى عام 1941، ثم أخيرًا كعضو في وزارة الخارجية البريطانية حتى عام 1944.
سرعان ما عُرف كل من ماكلين وبيرغس باسم «الثملَين الميؤوس منهما» لأنهما واجها صعوبة في الحفاظ على حقيقة مهنتهما السرية لنفسيهما. يقال أنه في وقت ما، كان بيرغس في حالة سكر شديد، وخاطر بكشف هويته الثانية؛ في أثناء مغادرته لحانة، أسقط عن طريق الخطأ أحد الملفات السرية التي أخذها من وزارة الخارجية. كان من المعروف أيضًا عن ماكلين أن لسانه بلا لجام وقيل إنه سرّب معلومات عن واجباته السرية إلى أخيه وأصدقائه المقربين. على الرغم من أنهما كافحا لكتمان الأسرار، لم يمنعهما ذلك من تسريب المعلومات. يقال إن بيرغس سلّم نحو أكثر 389 وثيقة سرية إلى الاستخبارات السوفيتية في أوائل عام 1945 إلى جانب 168 وثيقة إضافية في ديسمبر من عام 1949.

### كيم فيلبي
كان كيم فيلبي ضابطًا كبيرًا في جهاز الاستخبارات البريطاني المعروف باسم MI6، بدأ عمله لصالح الاتحاد السوفيتي كجاسوس في عام 1934. واستمر بخدمة الاستخبارات السوفيتية لمدة 54 عامًا. عُرِف بتسريبه لأكثر من 900 مستند بريطاني إلى الاستخبارات السوفيتية. وشغل منصب عميل مزدوج.
وجد التحقيق في ملف فيلبي العديد من الأمور المشبوهة ولكن لم يُعثر على شيء ضده ليُحاكم. ومع ذلك، أُجبر على الاستقالة من MI6. في عام 1955، ذُكر فيلبي في الصحافة، وضمن الأسئلة التي طُرحت أيضًا في مجلس العموم، كمشتبه به رئيسي لكونه «الرجل الثالث» ودعا إلى مؤتمر صحفي لإنكار هذا الادعاء. في نفس العام، استُبعد فيلبي من كونه مشتبهًا به عندما برّأه وزير الخارجية البريطاني هارولد ماكميلان من جميع التهم الموجهة إليه.
في أواخر الخمسينيات، ترك فيلبي الخدمة السرية وبدأ العمل كصحفي في الشرق الأوسط؛ وفّرت له كل من الإيكونومست والأوبزرفر عملًا هناك. ثم أعاد جهاز الاستخبارات البريطاني تعيينه في نفس الوقت تقريبًا لتقديم تقارير من تلك المنطقة.

### أنتوني بلانت
كان أنتوني بلانت أمينًا سابقًا لمجموعة المقتنيات الفنية للملكة إليزابيث الثانية. شغل منصب عضو في المخابرات الحربية MI5 وقدم معلومات سرية للاستخبارات السوفيتية. أرسل أيضًا تحذيرات إلى زملائه العملاء في مكافحة التجسس كادت أن تعرضهم للخطر.
في عام 1964، تلقت المخابرات الحربية MI5 معلومات من الأمريكي مايكل ويتني ستريت تشير إلى تجسس بلانت؛ كان الاثنان قد عرفا بعضهما في كامبريدج قبل نحو ثلاثين عامًا، وحاول بلانت تجنيد ستريت كجاسوس. ستريت الذي وافق في البداية غيّر رأيه فيما بعد.
استُجوب بلانت من قبل المخابرات الحربية واعترف مقابل حصوله على الحصانة من المقاضاة. بما أنه -بحلول عام 1964- لم يكن لديه إذن بالوصول إلى معلومات سرية، منحه النائب العام الحصانة سرًا، في مقابل الكشف عن كل ما يعرفه. يصف بيتر رايت، وهو أحد محققي بلانت، في كتابه «صياد الجواسيس» كيف كان بلانت مراوغًا، وأدلى باعترافاته على مضض عندما واجه ما لا يمكن إنكاره.

### جون كيرنكروس
كان جون كيرنكروس معروفًا كباحث أدبي بريطاني حتى عُرف لاحقًا كجاسوس ذري سوفيتي. جُنِّد في عام 1936 من قبل جيمس كلوغمان ليصبح جاسوسًا سوفيتيًا. في عام 1938، انتقل إلى وزارة الخزانة لكنه نُقل مرة أخرى في عام 1940 إلى مكتب مجلس الوزراء حيث شغل منصب أمين سر خاص للسير موريس هانكي، مستشار دوقية لانكستر في ذلك الوقت. بعد أربع سنوات، نُقل إلى جهاز الاستخبارات البريطاني. وفي أعقاب الحرب العالمية الثانية، قيل إن كيرنكروس سرّب معلومات تتعلق بتحالف الناتو الجديد مع السوفييت.
على أساس المعلومات التي قدمها غوليتسين، اشتدّت التكهنات لسنوات عديدة حول هوية «الرجل الخامس». تدين الشعبية الصحفية لهذه العبارة بشيء ما للروايتين اللتين لا تمتّان لها بصلة «الرجل الثالث» و«الرجل العاشر»، كتبهما جراهام غرين الذي عمل عن طريق الصدفة مع فيلبي وكيرنكروس خلال الحرب العالمية الثانية.
اعترف جون كيرنكروس (1913-1995) بالتجسس في عام 1951 واتُّهم علانية بأنه «الرجل الخامس» في عام 1990. اتُّهم أيضًا من قبل أنتوني بلانت خلال اعتراف بلانت في عام 1964. لا يُعدّ كيرنكروس دائمًا فردًا من «حلقة الجواسيس الخمسة». كان طالبًا زميلًا في كامبريدج وعضوًا في الرسل مع بلانت، وبالتالي كان حاضرًا عند تجنيد الآخرين.